# Nostrastoria
Nostrastoria è un singolo della cantante italiana Gianna Nannini, pubblicato il 18 gennaio 2013 come secondo estratto dal diciottesimo album in studio Inno.

## Descrizione
Il brano è arrangiato dalla stessa Gianna Nannini ed il testo è scritto dal cantautore italiano Tiziano Ferro. Mischia la musica rock con la black music.

## Video musicale
Il video musicale, anch'esso diretto dalla stessa Nannini, è girato nell'ex carcere di Peschiera del Garda.

## Classifiche
| Classifica (2013) | Posizione massima |
| ----------------- | ----------------- |
| Italia            | 53                |